# Stent diversor de fluxo
Um stent diversor de fluxo é uma prótese endovascular utilizada para tratar aneurismas intracranianos. Ele é posicionado na artéria-mãe, cobrindo o colo do aneurisma, a fim de desviar o fluxo de sangue e determinar uma progressiva trombose do saco do aneurisma. Os stents diversores de fluxo consistem em uma liga de cobalto-cromo ou de nitinol, muitas vezes como um conjunto de fios flexíveis entrelaçados.

## Uso médico
Os diversores de fluxo são utilizados no tratamento de aneurismas intracranianos, como uma alternativa para a embolização, embora as técnicas possam ser combinadas, especialmente em aneurismas grandes/gigantes. É principalmente eficaz em aneurisma sacular não roto de colo largo, que são difíceis de embolizar devido à tendência (conhecida como prolapso) das molas preencherem a artéria-mãe. Outra situação é a forma fusiforme ou circunferencial dos aneurismas. Antes dos diversores de fluxo, muitos aneurismas intracranianos não podiam ser tratados.

## Riscos e precauções
A eficácia dos diversores de fluxo pode ser avaliada por meio de um sistema de classificação desenvolvido por pesquisadores da Unidade de Investigação Neurovascular e Neurorradiológica da Universidade de Oxford (Kamran et al. 2011), comumente referido como sistema de classificação de diversor de fluxo ou sistema de classificação Kamran.
Os pacientes que vão receber um diversor de fluxo cerebral são colocados em terapia antiplaquetária dual (utilizando os medicamentos Brilinta e AAS, por exemplo), para reduzir a probabilidade de complicações tromboembólicas pré e pós-procedimento.
O grau de oclusão do aneurisma é avaliado em uma escala de cinco pontos, de 0 (nenhuma alteração no fluxo endoaneurismal) a 4 (eliminação completa do aneurisma). O status da artéria-mãe é avaliado de três em três-ponto de escala, de nenhuma mudança no diâmetro da artéria-mãe até a oclusão total da artéria. Este sistema de classificação é utilizado na prática clínica. Também tem sido utilizado e adaptado por pesquisadores para avaliar e relatar a eficácia dos diversores de fluxo em geral.